# Агаоглу, Самед
Самед Агаоглу (тур. Samet Ağaoğlu; азерб. Səməd Ağaoğlu; 1909, Баку, Российская империя — 6 августа, 1982, Стамбул, Турция) — турецкий писатель, публицист, общественно-политический деятель азербайджанского происхождения. Депутат Великого национального собрания Турции, заместитель премьер-министра Турции (1950—1952), министр труда (1952—1953), министр торговли (1954—1958). Сын Ахмед-бека Агаоглу.

## Биография
Самед Агаоглу родился в 1909 году в Баку. Когда его отец Ахмед-бек Агаоглу эмигрировал в Османскую империю, он был младенцем. Начальное образование получил в лицее Февзиййе в Баязете, а затем продолжил обучение в лицее Анкары. В 1926—1931 годах получал образование в юридическом факультете Анкарского университета. На некоторое время был направлен для учёбы в Страсбург, об этом периоде он написал книгу «Страсбургские воспоминания». Самед Агаоглу известен в Турции как писатель и политик. Является одним из основоположников литературного жанра мемуаров в Турции. Его книги «Воспоминания от отца» (1940), «Друзья отца» (1957), «Знакомые лица» (1965), «Мой друг Мендерес» (1967), «Один остров в Мармаре» (1972), «Первый этап» (1978), «Жизнь – это приключение» (1981), являются важными образцами жанра мемуаров. 

### Поездка в СССР
13 августа 1966 года Самед Агаоглу вместе со своей женой Нариман Агаоглу отправляются в СССР. За два месяца они посещают многие места, в том числе Азербайджан и Армению. После прибытия в Баку, Агаоглу отмечал, что люди здесь интересуются кино, оперой, театром, а также рассказывал про процесс русификации местного населения. После Баку он прибывает в родной Карабах, в Шушу. Здесь Самед Агаоглу посещает отцовский дом в «Гурдлар махалляси» и видится с родственниками. После своей поездки в СССР, Агаоглу пишет книгу «Советская Российская империя», отмечая, что Советский Союз ничем не отличается от когда-либо существовавших других империй.
Самед Агаоглу скончался 6 августа 1982 года в Стамбуле.